# Zelomora
Zelomora é um gênero de mariposa pertencente à família Acrolophidae.